# Prirezani disfenoid
| Prirezani disfenoid   | Prirezani disfenoid         |
| --------------------- | --------------------------- |
|                       |                             |
| Vrsta                 | Johnsonovo telo J83-J84-J85 |
| Stranske ploskve      | 4+8 trikotnikov             |
| Robovi                | 18                          |
| Oglišča               | 8                           |
| Dualni polieder       | -                           |
| Simetrijska grupa     | D2d                         |
| Konfiguracija oglišča | 4(34) 4(35)                 |
| Lastnosti             | konveksni, deltaeder        |
| mreža telesa          |                             |

Prirezani disfenoid je eno izmed Johnsonovih teles (J84). Je trirazsežno telo, ki ima samo enakostranične trikotnike in stranske ploskve]. Torej je deltaeder. Ni pa pravilni polieder, ker nekaterim ogliščem pripadajo štiri stranske ploskve, nekaterim pa po pet. Je eden izmed osnovnih Johnsonovih teles, ki se jih ne dobi z operacijo »odreži in prilepi« (cut and paste) iz platonskih in arhimedskih teles.
Lahko se ga gleda kot osem trikotnih stranskih ploskev kvadratne antiprizme, ki ima dva kvadrata zamenjana s parom trikotnikov.
Včasih se imenuje tudi Siamski dodekaeder v delu Freudenthala in van der Waerdena, ki sta ga prva opisala v letu 1947 v okviru množice osmih konveksnih deltaedrov.
Prirezani disfenoid je 4-povezan, kar pomeni, da odstranitev štirih oglišč razdruži tudi ostala oglišča. Je eden izmed 4-povezanih simplicialnih dobro pokritih poliedrov, kar pomeni, da imajo vse maksimalno neodvisne množice oglišča z enako velikostjo. Ostali trije poliedri s to značilnostjo so še pravilni oktaeder, petstrana bipiramida in nepravilni polieder z dvanajstimi oglišči in dvajsetimi trikotnimi stranskimi ploskvami .